# Astigarraga
Astigarraga és un municipi basc situat a la demarcació de Guipúscoa, a 7 km de Sant Sebastià, de qui va ser un barri durant molt de temps. Té 4388 habitants (cens de 2007) i 11,89 km². El codi postal és 20115.
És el centre de la tradició sidrera basca i compta amb diverses sidreries o sagardotegia en basc. Darrerament s'han potenciat aquest tipus d'establiments així com el cultiu de pomeres per tal de poder fer la sidra basca original. Per promocionar-la es fan diverses festes i fires anomenades Sadargo eguna. Un altre atractiu turístic del municipi és el camí de Sant Jaume que passa per la població ja des de l'edat mitjana i que mostren la importància de comunicació que té la localitat i que possiblement farà que el TGV hi passi.

## Administració
Els resultats de les eleccions municipals de 2019 van ser: EH Bildu 1.563 vots (7 regidors), Partit Nacionalista Basc 1.252 vots (5 regidors), PSE-EE 269 vots (1 regidor), PP 47 vots (cap regidor). Xabier Urdangarin (EH Bildu) va ser investit alcalde per majoria absoluta.
| 2011 | Andoni Gartzia Arruabarrena (Bildu)                 |
| 2007 | Bixente Arrizabalaga Bengoetxea (Eusko Alkartasuna) |
| 2003 | Bixente Arrizabalaga Bengoetxea (Eusko Alkartasuna) |
| 1999 | Miren Elixabete Laburu Labaka (Euskal Herritarrok)  |
| 1995 | Mikel Zabala Arregi (Eusko Alkartasuna)             |
| 1991 | Mikel Zabala Arregi (Eusko Alkartasuna)             |
| 1990 | Martín Aguirre (Herri Batasuna)                     |
| 1987 | Antton Arka (Herri Batasuna)                        |

## Demografia
| 1900  | 1910 | 1920  | 1929  | 1941  | 1950 | 1960 | 1970 | 1981 | 1991  | 2000  | 2005  | 2007  |
| ----- | ---- | ----- | ----- | ----- | ---- | ---- | ---- | ---- | ----- | ----- | ----- | ----- |
| 1.285 |      | 1.451 | 1.614 | 1.684 |      |      |      |      | 3.070 | 3.730 | 4.156 | 4.988 |

## Persones il·lustres
- Txomin San Sebastian Murua, escriptor i músic.
- Norberto Almandoz Mendizabal, sacerdot i compositor.
- Joseba Barandiaran, jove assassinat per la policia franquista.
- Jon Garaño, director de cinema.
- Agin Laburu, bertsolari.